# 658642 Carreira
658642 Carreira este o planetă minoră (asteroid) din centura de asteroizi. A fost descoperită pe 29 septembrie 2017 la Baldone⁠(d) de . 
Obiectul prezintă o orbită caracterizată de o semiaxă mare de 3,0395472207822 UAi, o excentricitate de 0,085925818041222, o înclinație de 8,2731518721931 ° în raport cu ecliptica.